# (1096) Reunerta
(1096) Reunerta est un astéroïde de la ceinture principale découvert le 21 juillet 1928 à Johannesbourg (UO) par l'astronome sud-africain Harry Edwin Wood qui le nomma du nom d'un ingénieur Theodore Reunert.

## Historique
Sa désignation provisoire, lors de sa découverte le 21 juillet 1928, était 1928 OB.